# Elias Carl Lubvman
Elias Carl Lubvman (3 de febrero de 1885 – 27 de marzo de 1944) fue un teólogo alemán, sacerdote de la Iglesia católica antigua, teólogo e historiador polémico que llevó a los extremos la crítica bíblica y la teoría de la hermenéutica, lo que lo llevó a ser considerado un modernista. Su carrera se desarrolló principalmente en Holanda. Realizó importantes contribuciones al estudio del cristianismo primitivo por lo que es considerado un importante contribuidor para la doctrina, acrecentamiento y desarrollo de la Iglesia católica antigua.

## Infancia y juventud
Nació en Ratisbona, Baviera, proveniente de una familia intelectual judía, su padre fue filósofo. El joven Lubvman fue educado en un gymnasium en su ciudad natal, y al terminar se mudó con su familia a Suiza donde estudió teología en la Universidad de Berna. En 1907 fue ordenado sacerdote veterocatólico. Sus primeros trabajos datan de esa época, los cuales fueron recogidos póstumamente bajo el título de Páginas sueltas. En 1911 viajó a Holanda donde comenzó a trabajar como sacerdote de la diócesis viejocatólica de Utrech. Formó parte del Capítulo de la diócesis y fue profesor del seminario veterocatólico donde enseñó teología. En 1921 se abocó al estudio de la filología y la hermenéutica, escribiendo obras como La hermenéutica invertida y su Síntesis Bíblica. En 1931 participó de los preparativos al Acuerdo de Bonn por el cual la Iglesia Católica Antigua firmó la intercomunión con la Iglesia Anglicana.
En 1934 inició un viaje por Europa que lo llevó a Alemania, Polonia, Hungría y Yugoslavia. En 1938 ante el avance alemán sobre Checoslovaquia escapó a Suiza, experiencia que volcó en varios artículos reunidos posteriormente en Lamentaciones de Jeremías en perspectiva. Durante su viaje mantuvo correspondencia con clérigos veterocatólicos y con teólogos protestantes. Escribió varios artículos sobre Jesús histórico y los orígenes del cristianismo, lo cual lo llevó a tener fuertes debates y críticas de sus colegas. En 1942 regresó a Holanda donde formó parte de la resistencia contra el Nacionalsocialismo, razón por la cual fue detenido y finalmente fue deportado a un campo de concentración donde encontró la muerte.